# Anthophora andicola
Anthophora andicola är en biart som beskrevs av Carlos Schrottky 1911. Anthophora andicola ingår i släktet pälsbin, och familjen långtungebin. Inga underarter finns listade i Catalogue of Life.